# Siddhanth Kapoor
Siddhanth Kapoor (Bombay, 6 juli 1984) is een Indiaas acteur die voornamelijk in Hindi films speelt.

## Biografie
Kapoor volgde een opleiding in filmproductie en acteren aan de Lee Strasberg Theatre and Film Institute. Hij begon aan een carrière als dj, maar ging uiteindelijk aan het werk als regie assistent met regisseur Priyadarshan. Zijn acteerdebuut maakte hij in de film Shootout at Wadala in 2013.
Siddhanth is de zoon van acteur Shakti Kapoor en zangeres Shivangi Kapoor, zijn zus is de actrice Shraddha Kapoor met wie hij te zien is in de film Haseena Parker.

## Filmografie

### Films
| Jaar | Titel                              | Rol                | Opmerking                                  |
| ---- | ---------------------------------- | ------------------ | ------------------------------------------ |
| 1997 | Judwaa                             | jonge Rangeela     |                                            |
| 2006 | Bhagam Bhag                        |                    | regie assistent                            |
| 2006 | Chup Chup Ke                       |                    | regie assistent                            |
| 2007 | Bhool Bhulaiya                     |                    | regie assistent                            |
| 2007 | Dhol                               |                    | regie assistent                            |
| 2013 | Shootout at Wadala                 | Gyancho            |                                            |
| 2014 | Ugly                               | Siddhanth          |                                            |
| 2015 | Jazbaa                             | Sam Maklai         |                                            |
| 2017 | Haseena Parker                     | Dawood Ibrahim     |                                            |
| 2018 | Paltan                             | brigadier Parashar |                                            |
| 2019 | Bombairiya                         | Motorrijder        |                                            |
| 2019 | Yaaram                             | Sahil Qureshi      | ook zanger "Kash Fir Se" (droevige versie) |
| 2020 | Bhoot - part one: the haunted ship | Siddharth Roy      |                                            |
| 2021 | Hello Charlie                      | agent Jaidev       |                                            |
| 2021 | Chehre                             | Joe                |                                            |
| 2023 | Aseq                               | Sarim              |                                            |
| 2024 | The Heist                          | Viren Shah         |                                            |
| 2024 | Chalti Rahe Zindagi                | Mathor             |                                            |

### Webseries
| Jaar      | Serie    | Rol          | Platform  |
| --------- | -------- | ------------ | --------- |
| 2020-2022 | Bhaukaal | Chintu Dedha | MX Player |